# Phasis clavum
Phasis clavum är en fjärilsart som beskrevs av Murray 1935. Phasis clavum ingår i släktet Phasis och familjen juvelvingar. Inga underarter finns listade i Catalogue of Life.